# Saint-Cirgues-de-Jordanne
Saint-Cirgues-de-Jordanne település Franciaországban, Cantal megyében. Lakosainak száma 139 fő (2022. január 1.). Saint-Cirgues-de-Jordanne Lascelle, Mandailles-Saint-Julien, Saint-Projet-de-Salers és Thiézac községekkel határos.

## Népesség
A település népessége az elmúlt években az alábbi módon változott:
| Lakosok száma | 293  | 223  | 199  | 151  | 132  | 127  | 137  | 142  | 143  | 139  |
|               | 1968 | 1982 | 1990 | 2006 | 2013 | 2015 | 2017 | 2019 | 2020 | 2022 |